# Sonderbauverordnung
Sonderbauverordnungen sind in Deutschland landesgesetzliche Verordnungen, die – ergänzend oder in den allgemeinen Vorschriften der Bauordnungen der Länder enthalten – Regelungen über Sonderbauten (formal oft Gebäude besonderer Art oder Nutzung) treffen.
Da die Bauordnungen vorrangig auf eine Wohnnutzung ausgerichtet sind, sind für Sonderbauten besondere Verordnungen erlassen, die die spezifischen technischen Anforderungen an Sonderbauten festlegen. Des Weiteren treffen auf die Sonderbauten aufgrund von den Bauordnungen verfahrensrechtliche Besonderheiten zu.
In den jeweiligen Bauordnungen oder landesspezifisch in den Sonderbauverordnungen finden sich Bestimmungen, die festlegen, welche Gebäude als Sonderbauten einzustufen sind. Dies sind zum Beispiel Garagenanlagen, Krankenhäuser, Hochhäuser, Schulen, Versammlungsstätten, Industriebauten, Verkaufsstätten, Fliegende Bauten, Gaststätten und Beherbergungsstätten sowie Gebäude mit bestimmter Grundfläche.

## Landesrecht
- Nordrhein-Westfalen: VERORDNUNG ÜBER BAU UND BETRIEB VON SONDERBAUTEN IN NORDRHEIN-WESTFALEN (Sonderbauverordnung des Landes NRW - SBauVO NRW) in der Fassung vom 2. Dezember 2016 (Abruf: 03. Juni 2024)
- Berlin: § 2 (4) Landesbauordnung (BauO Bln; PDF; 278 kB)
- Niedersachsen: Niedersächsische Bauordnung (NBauO) vom 3. April 2012 (PDF; 232 kB)